# Marty Riessen
Marty Riessen (Hinsdale, 4 de Dezembro de 1941) é um ex-tenista profissional estadunidense.

## Grand Slam finais, 15 (9–6)

### Duplas 6 (2–4)
| Posição | Ano  | Campeonato      | Parceiro         | Oponentes                  | Placar                   |
| Vice    | 1969 | Wimbledon       | Tom Okker        | John Newcombe Tony Roche   | 5–7, 9–11, 3–6           |
| Vice    | 1971 | Australian Open | Tom Okker        | John Newcombe Tony Roche   | 2–6, 6–7                 |
| Campeão | 1971 | Roland Garros   | Arthur Ashe      | Tom Gorman Stan Smith      | 6–8, 4–6, 6–3, 6–4, 11–9 |
| Vice    | 1975 | US Open         | Tom Okker        | Jimmy Connors Ilie Năstase | 4–6, 6–7                 |
| Campeão | 1976 | US Open         | Tom Okker        | Paul Kronk Cliff Letcher   | 6–4, 6–4                 |
| Vice    | 1978 | US Open (2)     | Sherwood Stewart | Robert Maud Ken Rosewall   | 6–1, 5–7, 3–6            |

### Duplas Mistas 9 (7–2)
| Posição | Ano  | Campeonato      | Parceira             | Oponentes                          | Placar                                |
| Campeão | 1969 | Australian Open | Margaret Smith Court | Fred Stolle Ann Haydon-Jones       | Shared championship, final not played |
| Campeão | 1969 | Roland Garros   | Margaret Smith Court | Jean Claude Barclay Françoise Dürr | 6–3, 6–2                              |
| Campeão | 1969 | US Open         | Margaret Smith Court | Dennis Ralston Françoise Dürr      | 7–5, 6–3                              |
| Campeão | 1970 | US Open (2)     | Margaret Smith Court | Frew McMillan Judy Tegart Dalton   | 6–4, 6–4                              |
| Vice    | 1971 | Wimbledon       | Margaret Smith Court | Owen Davidson Billie Jean King     | 6–3, 2–6, 13–15                       |
| Campeão | 1972 | US Open (3)     | Margaret Smith Court | Ilie Năstase Rosemary Casals       | 6–3, 7–5                              |
| Vice    | 1973 | US Open         | Margaret Smith Court | Owen Davidson Billie Jean King     | 3–6, 6–3, 6–7                         |
| Campeão | 1975 | Wimbledon       | Margaret Smith Court | Allan Stone Betty Stöve            | 6–4, 7–5                              |
| Campeão | 1980 | US Open (4)     | Wendy Turnbull       | Frew McMillan Betty Stöve          | 7–5, 6–2                              |